# Xander Berkeley
Xander Berkeley, właśc. Alexander Harper Berkeley (ur. 16 grudnia 1955 w Nowym Jorku) – amerykański aktor, producent filmowy i telewizyjny, występował w roli George’a Masona w serialu politycznym FOX 24 godziny i jako Percival „Percy” Rose z serialu sensacyjnego Nikita.

## Życiorys
Dorastał w Mendham w stanie New Jersey, gdzie jako dziecko występował w lokalnym teatrze eksperymentalnym. Ukończył prywatną szkołę artystyczną Hampshire College w Amherst w stanie Massachusetts. Sprawdził się jako malarz, rzeźbiarz i wizażysta. Uczył się aktorstwa w Herbert Berghof Studio w Nowym Jorku pod kierunkiem Uty Hagen i Lee Strasberga.
Występował na scenie w przedstawieniach: Dni w puszce (Days in a Can), Wczesny mrok (Early Dark) i Szczęśliwy łowca (The Happy Hunter).
Jego debiutem ekranowym był dramat biograficzny Ukochana mamusia (Mommie Dearest, 1981) z Faye Dunaway jako Joan Crawford. Następnie pojawił się w dramacie telewizyjnym NBC Płonący szczyt (Fire on the Mountain, 1981) u boku Rona Howarda oraz gościnnie w sitcomie CBS M*A*S*H (1981).
Na ekranie odtwarzał często postacie aroganckie i antypatyczne. W dramacie telewizyjnym Apollo 11 (1996) zagrał astronautę Buzza Aldrina. Dwukrotnie odegrał rolę zdrajcy agentów rządowych pomagając w zabójstwie prezydenckim w Air Force One (1997) jako tajny agent Gibbs oraz serialu FOX 24 godziny (24, 2001-2003).
W jednym z odcinków serialu CBS Jerycho (Jericho, 2008) pojawił się jako tajemniczy John Smith.

### Życie prywatne
7 września 2002 ożenił się z Sarah Clarke, którą poznał w maju 2001 roku na planie serialu 24 godziny. Mają dwoje dzieci: córkę Olwyn Harper (ur. 23 września 2006) i syna Rowana Amarę (ur. 2010).

## Filmografia

### Filmy kinowe/wideo
- 1981: Ukochana mamusia (Mommie Dearest) jako Christopher Crawford
- 1982: Ochroniarz Gowdy (Tag: The Assassination Game) jako Connally
- 1985: Ochotnicy (Volunteers) jako Kent Sutcliffe
- 1986: Sid i Nancy (Sid and Nancy) jako Bowery Snax
- 1987: Opowieść o Vernie Millerze (The Verne Miller Story) jako Cardogan
- 1987: Syndrom Omega (Omega Syndrome)
- 1987: Z piekła rodem (Straight to Hell) jako ksiądz McMahon
- 1987: Walker jako Byron Cole
- 1988: Brygada (The Lawless Land) jako Ez Andy
- 1988: Śmiertelne marzenia (Deadly Dreams) jako Jack Torme
- 1988: Tytuł taśmy (Tapeheads) jako Ricky Fell
- 1989: Skrytobójca (The Assassin) jako John Patrick Earl
- 1989: Wspaniali bracia Baker (For the Boys) jako Lloyd
- 1990: Prywatny detektyw (The Gumshoe Kid) jako Monty Griswold
- 1990: Wydział wewnętrzny (Internal Affairs) jako Rudy Mohr
- 1990: Policyjna gorączka (The Last of the Finest) jako Fast Eddie
- 1990: Opiekunka/Strażnik (The Guardian) jako detektyw
- 1990: Wyścig z czasem (Short Time) jako Carl Stark
- 1990: Naciągacze (The Grifters) jako porucznik Pierson
- 1990: Żółtodziób (The Rookie) jako Blackwell
- 1991: Terminator 2: Dzień sądu (Terminator 2: Judgment Day) jako Todd Voight
- 1991: Billy Bathgate jako Harvey Preston
- 1991: Dla naszych chłopców (For the Boys) jako Roberts
- 1992: Betty Lou strzela (The Gun in Betty Lou's Handbag) jako pan Marchat
- 1992: Candyman jako Trevor Lyle
- 1992: Ludzie honoru (A Few Good Men) jako kapitan Whitaker
- 1994: Obserwator (Caroline at Midnight) jako Joey Szabo
- 1995: Safe jako Greg White
- 1995: Zostawić Las Vegas (Leaving Las Vegas) jako cyniczny taksówkarz
- 1995: Apollo 13 jako Henry Hurt
- 1995: Gorączka (Heat) jako Ralph
- 1996: Śmiercionośny słój (The Killing Jar) jako Danny „Figaretto” Evans
- 1996: Trujący bluszcz 2 (Poison Ivy II) jako Donald Falk
- 1996: Żyleta (Barb Wire) jako Alexander Willis
- 1996: Kuloodporni (Bulletproof) jako Daryll Gentry
- 1997: Gdyby ściany mogły mówić (If These Walls Could Talk) jako John Barrows (segment „1974”)
- 1997: Romans na jedną noc (One Night Stand) jako przyjaciel Charliego
- 1997: Gattaca – szok przyszłości (Gattaca) jako dr Lamar
- 1997: Amistad jako Hammond
- 1997: Air Force One jako agent Gibbs
- 1998: Phoenix jako porucznik Clyde Webber
- 1999: Uniwersalny żołnierz: Powrót (Universal Soldier: The Return) jako dr Dylan Cotner
- 2000: Timecode jako Evan Watz
- 2000: Kowboj z Szanghaju (Shanghai Noon) jako Nathan Van Cleef
- 2001: Ruchome piaski (Quicksand) jako Joey Patterson
- 2001: Gra w słowa (Man From Elysian Fields) jako Virgil Koster
- 2004: W rękach wroga (In Enemy Hands) jako admirał Kentz
- 2005: Daleka północ (North Country) jako Arlen Pavich
- 2005: Śmiertelnie seksowna (Drop Dead Sexy) jako Harkness
- 2005: Miasto tajemnic (Deepwater) jako Gus
- 2006: Powtórka z rozrywki (Standing Still) jako Jonathan
- 2006: Garaż (The Garage) jako Doc Ruppert
- 2006: Mistrzowie (Champions) jako wujek Doug
- 2006: Krew za krew (Seraphim Falls) jako Railroad Foreman
- 2007: Słaby punkt (Fracture) jako sędzia Moran
- 2008: Uprowadzona (Taken) jako Stuart
- 2013: Więcej niż słowa (Louder than Words) jako doktor Lansen

### Filmy TV
- 1981: Płonący szczyt (Fire on the Mountain)
- 1993: Kobieta olbrzym (Attack of the 50 Ft. Woman) jako drugi człowiek
- 1989: Wydarzyło się w Los Angeles (L.A. Takedown) jako Waingro
- 1991: Dillinger jako Copeland
- 1991: Nie z tego świata (Not of This World) jako Bruce MacNamara
- 1991: Morderstwo na wysokości (Murder in High Places) jako Wayne
- 1992: Prywatna sprawa (A Private Matter) jako Peter Zenner
- 1992: Złamane śluby (Deadly Matrimony)
- 1993: Nic osobistego (It's Nothing Personal) jako James Blakemore
- 1993: Donato i córka (Donato and Daughter) jako Russ Loring
- 1994: Roswell jako Sherman Carson
- 2007: Alibi jako porucznik Adam Molnar

### Seriale TV
- 1981: M*A*S*H jako Marine
- 1982: Hart dla Hart (Hart to Hart) jako Christopher Hawks
- 1982: Niesamowity Hulk (The Incredible Hulk) jako Tom
- 1982: Opowieści złotej małpy (Tales of the Gold Monkey) jako Eric Fromby
- 1983: Detektyw Remington Steele (Remington Steele) jako Charlie
- 1983: Drużyna A (The A-Team) jako Baker
- 1983: Cagney i Lacey (Cagney & Lacey) jako Maurice
- 1984: Falcon Crest jako Buzz Whitehead
- 1984: Nie do zdarcia (Riptide) jako taksówkarz
- 1984: Drużyna A (The A-Team) jako porucznik Wilson − Armia Inteligentów
- 1985: V jako Isaac Henley
- 1986: Na wariackich papierach (Moonlighting) jako Scalper
- 1986: Strefa mroku (The Twilight Zone) jako Dave Rozzłoszczony Komik
- 1987: Policjanci z Miami (Miami Vice) jako Tommy Lowell
- 1988: CBS Summer Playhouse − Dr. Paradise jako dr Noah Fredericks
- 1989: Policjanci z Miami (Miami Vice) jako Bailey
- 1990: Detektyw w sutannie (Father Dowling Mysteries) jako Carl Maxwell
- 1990: Cwaniak (Wiseguy) jako Ray Spiotta
- 1993: Przygody Brisco County Juniora (The Adventures of Brisco County Jr.) jako Brett Bones
- 1993: Z Archiwum X (The X Files) jako dr Hodge
- 1994: Demony (Gargoyles) jako Coldsteel
- 1994: Aaahh!!! Prawdziwe potwory (Aaahh!!! Real Monsters) jako Snav
- 1994: Ulice Nowego Jorku (New York Undercover) jako dr Carl Weschler
- 1995: Partnerzy (Partners) jako Christophe nngaarzh
- 1995: Człowiek cel (Pointman) jako J.W. Mainwaring
- 1996: Nash Bridges jako Neil Wojak
- 1996: Kleszcz (The Tick) jako Octopaganini
- 1998: Ostry dyżur (ER) jako detektyw Wilson
- 2001: Liga Sprawiedliwych (Justice League) jako generał Brak
- 2001–2003: 24 godziny (24) jako George Mason
- 2003–2004: CSI: Kryminalne zagadki Las Vegas (C.S.I.: Crime Scene Investigation) jako szeryf Rory Atwater
- 2003: Strefa mroku (The Twilight Zone) jako Harry Kellogg
- 2005: Prawo i porządek (Law & Order) jako Clay Pollack
- 2006: Prezydencki poker (The West Wing) jako Franklin Hollis
- 2007: Prawo i porządek (Law & Order: Criminal Intent) jako George Pagolis
- 2007: Kości (Bones) jako dr Bankroft
- 2008: Orły z Bostonu (Boston Legal) jako A.D.A. Rex Swarthmore
- 2008: Jerycho (Jericho) jako John Smith
- 2008: Zabójcze umysły (Criminal Minds) jako detektyw Hyde
- 2008–2015: Mentalista jako szeryf Jay McAllister / Red John
- 2010–2013: Nikita jako Percy (Percival) Rose
- 2016: Żywe trupy jako Gregory

### Filmy krótkometrażowe
- 1995: 15-minutowy Hamlet (The Fifteen Minute Hamlet) jako Szekspir
- 2003: Dziwniejszy (The Stranger) jako Charly
- 2003: Trzecie spotkanie (The Third Date) jako Tommy Tulip
- 2004: Ostatnia pełna miara  (The Last Full Measure)